# 현대포멕스
현대포멕스(Hyundai Fomex)는 대한민국의 사진 및 방송기자재 전문기업이다. 1992년 5월 현대양행을 설립하고, 1996년 법인으로 전환하였으며, 1999년 지금의 상호로 변경했다. 국내 최초의 디지털 스튜디오 플래시를 출시한 선두기업으로서 2002년 홍익대학교에 디지털사업부를 신설하는 등 산업환경 변화에 신속대응하고 기술개발에 주력해 대한민국 영상산업 발전을 견인해왔다. 2010년 방송장비 산업고도화를 위해 R&D센터를 설립하고, 해외 유수의 박람회 참가를 통한 판로 확대로 미국, 일본, 유럽, 아시아와 남미까지 수출국을 확대했다. 또, VIP ASIA Awards에서 2013년 우수상품(fomex E 스튜디오플래시), 2014년 올해의 제품(fomex LED패널라이트)을 연속 수상하며 아시아 대표 기업으로 인정받은 바 있다. 전자거래 활성화에 기여한 공로로우수전자거래사업자 인증대상(2014년)을 수상했으며, 산학협력을 통한 인프라 확충(중앙대학교 산업협력 체결/2015년)에도 지속적인 노력을 기울이고 있다. 서울특별시 친환경녹색분야의Hi-Seoul브랜드기업(2015년)으로하이서울 우수상품 어워드(2017년)에 총27개 상품이 선정되었으며,대한민국 소비자만족도 1위(촬영조명부문/2017년),대한민국 우수브랜드 대상(조명기기부문/2018년) 수상 기업이다. 성장잠재력과 혁신성을 인정받아 2018년글로벌 강소기업으로 선정되는 등 명실공히 글로벌 기업으로 성장하고 있다.
최근에는 차세대 LED 조명 시스템을 선도적으로 개발하고 있으며, 2022년 카타르 월드컵 콘텐츠 제작, 2024년 제33회 파리 하계올림픽 콘텐츠 조명 공급 등 글로벌 이벤트의 공식 조명 장비로 채택되며 국제적인 입지를 공고히 하고 있다.
또한, 중소벤처기업부의 ‘글로벌 강소기업 1000+ 프로젝트’ 기업(2022, 2023) 으로 선정되어 혁신성과 성장 잠재력을 인정받았으며, IBC(암스테르담), NAB(미국), Inter BEE(일본) 등 세계 유수의 방송·영상 전시회에서 최신 기술을 선보이며 글로벌 시장 확장에 박차를 가하고 있다.

## 연혁
2024.07
- 제33회 파리 하계올림픽 콘텐츠 제작 조명으로 선정

2024.07.19
- KPPA 한국인상사진대전 FOMEX AWARDS 시상식 개최

2023.04
- 중기부 ‘글로벌 강소기업 1000+ 프로젝트’ 기업 선정

2022.05
- 중기부 ‘글로벌 강소기업 1000+ 프로젝트’ 선정

2022.11
- FOMEX RollLite 2022 카타르 월드컵 콘텐츠 제작에 채택

2022.09
- 영국 총판 ‘OCTICA’2022 하이서울프렌즈 선정

2022.02.08
- 우산형 소프트박스 ‘페리파라’출시

2021.07.08
- LED 방송조명 수출 UEFA 유로2020 방송콘텐츠 제작

2019.10.28
- 제1회 FOMEX AWARDS 시상식 개최

2019.06.13
- 고용노동부 주관 2019년 강소기업 선정

2019. 07
- IABM 가입으로 글로벌 이니셔티브 강화

2018. 04
- 글로벌 강소기업 선정

2018. 01
- 대한민국 우수브랜드 대상 조명기기 부문

2017. 07
- 대한민국 소비자 만족도 1위 선정 촬영조명부문

2017. 04
- 하이서울 우수상품 어워드 선정 (사진, 방송용 LED 조명)

2017. 02
- 2016년 하이서울브랜드 수출 우수기업 수상

2015. 11
- VIP ASIA Awards 2015 아시아를 빛낸 100대 브랜드 선정

2015. 09
- FLEXIBLE LED 방송조명 출시

2015. 03. 27
- 중앙대학교 산학협력 체결

2015. 01. 29
- 서울시 Hi-Seoul 브랜드기업 지정

2014. 12. 11
- 정보통신산업진흥원 우수 전자거래사업자 인증대상 수상

2014. 11
- VIP ASIA 2014 아시아 IT 전자산업 우수상품 선정

2013. 11
- VIP ASIA 2013 아시아 IT 전자산업 우수상품 선정

2013
- FOMEX E 플래시 출시

2012. 10
- R&D 센터(기업부설연구소) 설립

2010
- 수출유망 중소기업 선정

2009. 02
- DR.RAY 2.4 GHz 동조기 출시

2009. 02
- N-LIGHT 사진, 영상용 무전극 라이트 출시

2009~2010
- VIP ASIA 2009~2010 H1 선정

2008
- 이노비즈 인증 기술혁신형
- 우수벤처기업 인증기업 선정

2006. 04
- FOMEX D STUDIO FLASH 출시

2005
- 한국 품질 우수기업 선정(언론사)

2005. 08
- CRICKET FLASH 출시

1992
- 현대양행 설립
- 국내최초 디지털 스튜디오 플래시 출시

## 인증
- 글로벌강소기업 인증
- 하이서울브랜드 인증
- 하이서울 우수상품 인증
- 이노비즈
- ISO 9001 / 14001
- CE/KC 인증

## 주요 제품

### LED Lights

#### Flexible LED FL600/FL1200
Flexible LED 600은 기존 제품의 한계를 극복하여 자유자재로 변형이 가능한 획기적인 LED방송조명으로, 작고 가벼워 보관과 이동이 편리하고 장소의 제약 없이 사용할 수 있는 것이 가장 큰 특징이다. 차별화된 신기술이 적용된Flexible LED 600은 Daylight와 텅스텐 등 색상을 옵션 선택할 수 있으며, 96+의 연색지수(CRI), 1m당 최대 2,000 lux의 강력한 출력을 지원하고, 섬세한 빛 확산 옵션을 위해 0~100%까지 제어가 가능한 디지털 디머를 채용하였다. IP64 등급의 방수기능과 깜빡임 현상 제거로 고품질의 동영상 제작에 매우 이상적인 제품으로 기술의 그린화, 스마트화, 융합화라는 매가트렌드에 부응한 제품이다.
강력한 출력과 섬세한 빛의 Flexible LED 1200은 자유자재로 변형이 용이한 제품의 정체성은 유지하면서도 색온도를 6500K, 광량을 4000lux까지 끌어올렸다. 하이브리드 기술로 설계된 Flexible LED 1200은 실내 및 실외에서 최고의 성능을 제공하는 컴팩트 라이팅 시스템으로 가볍고, 곡률반경이 작고, 얇아서 사용하는 위치에 관계없이 모든 작업환경에서 사용자의 다양한 요구를 충족시켜 준다.

#### EX Panel Light 600/1200/1800
포멕스의 독창적인 기술력을 기반으로 생산된Fomex EX Panel Light는VIP ASIA Awards 2014에서 LED 영상조명부문 올해의 제품으로 선정될 만큼 그 성능을 인정받고 있다. 높은 TLCI 98 & CRI 96Ra, 2700K에서 6500K까지 색온도 조절이 가능한 Fomex EX Panel Light는 안정적이고 부드러운 빛을 제공하며, 휴대가 편리하고 Barndoors, SoftBox등 액세서리와 호환되도록 설계되었다.

### Strobe Lighting

#### 디지털 스트로보 Fomex Dp
Fomex D시리즈는 디지털 스트로보 중에서도 소비자의 선호가 높은 스테디셀러다. 세련된 디자인의Fomex Dp는 스트로보에 설정한 밝기를 모델링을 통해 확인할 수 있도록 광량조절연동 Prop 기능을 도입했다.
또한 디지털 사용자 인터페이스(UI)를 탑재하고 안정성이 검증된 고품질의 축전기, 고성능의 플래시 튜브를 사용, 반복된 작업에도 선명하고 섬세한 빛을 구현하며 풍부한 광량을 일정하게 유지한다.

#### Fomex E/G스튜디오 플래시
E시리즈는 안정성과 색 재현성을 바탕으로 외관디자인에서부터 사용자환경(U.I)을 개선했다. 파인더와 죠그다이얼의 기능을 통해 신속한 광량조절이 가능하며 시각적으로 쉽게 감지할 수 있는 과충전경고 LED 램프도 추가했다.
FOMEX G600은 빠른 스피드의 촬영에 적합한 초고속 연사 스트로보이다. 듀레이션 타임이 1/8000 초로 초당 30컷 이상의 사진이 가능하다.

### Light Modifiers

#### Peri Bounce 페리바운스
Peri Bounce 시리즈는 사진 및 영상 촬영 시 메인으로 비춰지는 빛을 반사시키거나 빛의 양을 조절해줄 수 있는 촬영 보조용품으로 특히 태양광을 주로 사용하는 야외촬영에서 활용도가 높다.Peri Bounce의 구조는 촬영환경을 개선할 수 있게 고안된 제품으로 알루미늄 소재의 원형프레임으로 제작돼 무게를 경량화했으며 강도를 높여 휘어지거나 부러지는 일이 없는 견고함을 제공한다. 파이프 안에 탄성코드를 삽입해 분실의 염려 없이 손쉽고 빠른 조립과 분해가 가능하다. 또한 해체 시 부피가 최소화돼 캐리어 백에 담을 수 있어 이동과 보관이 쉬워졌으며 디퓨저를 포함한 다양한 색상(FRAME REFLECTOR: 5가지, REFLECTOR: 6가지)의 원단은 촬영 조건에 맞게 선택할 수 있다.

## 해외 전시회 참가
2024.11.13: Inter BEE (일본)
2023.11.15: Inter BEE(일본) LED 방송조명 STELLAR공개 
2022.11.16: Inter BEE(일본) FLEX COLOR 공개 
2021.11.26:  Inter BEE(일본) RGB LED 조명 첫 선
2022.09.09:  IBC (암스테르담) FOMEX CL3000 ‘패널라이트’ 공개
2019.04.08: NAB (미국)
2019.06.18: BCA(싱가포르) ROLL라이트 조명 공개
2019.11.15: Inter BEE (일본) 
2017년: IBC (암스테르담)
2016년: PHOTOKINA (퀼른)
2016년: IBC (암스테르담)
2015년: IBC (암스테르담)
2014년: PHOTOKINA (쾰른)
2012년: PHOTOKINA (쾰른) NAB SHOW (라스베이거스)
2010년: PHOTOKINA (쾰른) PHOTONEXT 스튜디오 사진 페어 (동경)
2009년: PIZ 스튜디오 사진페어 (동경) PHOTO WORLD-Dubai (두바이) PMA (라스베이거스)
2008년: PHOTOKINA (쾰른)
2007년: 타오르미나 전시회 (이탈리아) SONIMAG FOTO (바르셀로나) PHOTO SHOW Milano (밀라노) PIE (동경) PMA (라스베이거스)
2006년: PIE (동경) PHOTOKINA (쾰른)
2004년: 사진기자재 전시회 (광조우)
2002년: PHOTOKINA (쾰른)
2000년: PHOTOKINA (쾰른)
1998년: PHOTOKINA (쾰른)
1997년: IPPF (동경) 사진기자재 전시회 (베이징)
1996년: PMA (라스베이거스)

## 뉴스
1. "현대포멕스, 중기부 ‘글로벌 강소기업 1000+프로젝트’ 기업 선정"- 비욘드 포스트
2. "포멕스, Inter BEE 2022서 ‘FLEX COLOR' 공개"- 비욘드 포스트
3. "현대포멕스, 중기부 ‘2022 글로벌 강소기업’ 선정"- 비욘드 포스트
4. "현대포멕스, 고용노동부 주관 '2019년 강소기업' 선정"- 연합뉴스
5. "현대포멕스, 서울시 '2018 글로벌 강소기업' 선정…"도약 계기" - 연합뉴스
6. "현대포멕스, 대한민국 우수브랜드대상 조명기기부문 대상 수상" - 연합뉴스
7. "현대포멕스, '2017 대한민국소비자 만족도 1위' 수상" - 연합뉴스
8. "KOBA 2017서 '포멕스 LED 하이서울 우수상품' 선보여" - 연합뉴스
9. "현대포멕스, 하이서울브랜드 '수출 우수기업' 수상" - 연합뉴스
10. "현대포멕스, 디지털 스트로보 Fomex Dp 출시" - 연합뉴스
11. "현대포멕스, 스트로보 신제품 2종 출시" - 베타뉴스
12. "[2014 올해의 제품] 현대포멕스 EX1200 LED 라이트, LED 영상조명 부문 수상" - 에이빙뉴스
13. "현대포멕스, 야외촬영에서 활용도가 높은 'PERI BOUNCE 시리즈' 출시" - 에이빙뉴스